# Рудольф Круммер
Рудольф Круммер (чеськ. Rudolf Krummer; 18 лютого 1882, Жижков — 1958) — чеський футболіст, що грав на позиції захисника. Найбільш відомий виступами у складі клубу «Славія» (Прага).

## Кар'єра
З 1902 року виступав у складі провідної команди країни того часу — «Славії». Його багаторічним партнером по лінії захисту команди був Ріхард Веселий. Клуб у той час проводив переважно товариські матчі з провідними командами Центральної і Північної Європи, регулярно здобуваючи перемоги.
У 1904 році разом з двома зірковими нападниками клубу Яном Кошеком і Їндржихом Баумруком перейшов до складу «Спарти». Приблизно через рік всі троє повернулись у «Славію».
У 1908 році зіграв свій єдиний офіційний матч у складі збірної Богемії. У Празі його команда, складена виключно з гравців «Славії» поступилась з рахунком 0:4 збірній Англії.
У складі «Славії» Круммер ставав Чемпіоном Богемії у 1913 році, а також двічі перемагав у кубку милосердя у 1911 і 1912 роках, та ще двічі був фіналістом змагань у 1913 і 1914 роках. Всього в складі «Славії» зіграв 348 матчів.
З початком Першої світової війни був мобілізований на фронт, отримав поранення в 1914 році.